# Daniele Napolitano
Daniele Napolitano (Cirié, 6 gennaio 2003) è un pistard italiano.

## Palmarès

### Pista
- 2020

Campionati italiani, Chilometro a cronometro Junior
- 2021

Campionati italiani, Keirin Junior
Campionati italiani, Velocità a squadre Junior (con Filippo Borello e Stefano Minuta)
- 2022

Campionati italiani, Velocità
Campionati italiani, Velocità a squadre (con Matteo Bianchi e Matteo Tugnolo)

## Piazzamenti

### Competizioni mondiali
- Campionati del mondo su pista

Il Cairo 2021 - Velocità Junior: 8º
Saint-Quentin-en-Yvelines 2022 - Velocità a squadre: 12º
Glasgow 2023 - Velocità a squadre: 10º

### Competizioni europee
- Campionati europei su pista

Fiorenzuola d'Arda 2020 - Velocità Junior: 9º
Fiorenzuola d'Arda 2020 - Keirin Junior: 12º
Apeldoorn 2021 - Velocità a squadre Junior: 6º
Apeldoorn 2021 - Velocità Junior: 7º
Apeldoorn 2021 - Keirin Junior: 8º
Anadia 2022 - Velocità a squadre Under-23: 3º
Anadia 2022 - Keirin Under-23: 2º
Monaco di Baviera 2022 - Velocità a squadre: 7º
Monaco di Baviera 2022 - Velocità: 20º
Monaco di Baviera 2022 - Keirin: 12º
Apeldoorn 2024 - Velocità a squadre: 6º